# 영천 화남리 석조여래좌상
영천 화남리 석조여래좌상(永川 華南里 石造如來坐像)은 대한민국 경상북도 영천시 신녕면 화남리에 있는 고려시대의 석불이다.
1980년 9월 16일 대한민국의 보물 제676호 영천화남동석불좌상(永川華南洞石佛坐像)으로 지정되었다가, 2010년 8월 25일 현재의 명칭으로 변경되었다.

## 개요
경상북도 영천시 한광사(閑光寺) 뜰에 영천 화남리 삼층석탑(보물 제675호)과 함께 놓여있는 석불좌상이다.
보물로 지정될 당시에 삼층석탑을 해체·복원하는중 발견되었으며, 석탑의 기단석 한 면을 열자 그 안에 불상이 모셔져 있던 것을 원래 있던 대좌(臺座)에 모시고 있다.
작은 소라 모양의 촘촘한 머리칼, 작고 둥근 얼굴, 좁은 어깨, 빈약한 체구 등에서 단정하게 참선하고 있는 스님의 모습을 느낄 수 있다. 양 어깨에 걸쳐 입은 옷은 양 팔에 이르러 길게 늘어져 평행한 옷주름을 형성하고 있다. 배 부분에서 부드러운 곡선을 그리며 흘러내린 옷주름이 무릎과 다리까지 덮고 있는 모습이다. 손모양은 오른손으로 왼손 검지를 감싸고 있는 모습으로 이 불상이 비로자나불을 표현한 것임을 알 수 있게 해 준다. 불상이 앉아 있는 대좌(臺座)는 8각의 중대와 연꽃이 새겨진 상대·하대로 이루어져 있다.
이전의 불상들보다 한층 규격화되고 섬약해진 표현으로 볼 때 고려시대인 10세기에 만들어진 작품으로 보인다.

## 같이 보기
- 영천 화남리 삼층석탑 - 보물 제675호

## 참고 자료
- 영천 화남리 석조여래좌상 - 국가유산청 국가유산포털